# Killing Hasselhoff
Killing Hasselhoff è un film del 2017 diretto da Darren Grant e interpretato da Ken Jeong e David Hasselhoff.

## Trama
Chris è un giocatore d'azzardo che decide di scommettere sulla morte delle celebrità, tra le quali sceglie David Hasselhoff. Il problema di Chris è di essere al verde in mano ad uno strozzino, senza casa, né fidanzata. In poco tempo capisce che l'unico modo per salvare la propria vita sarà uccidere il suo idolo.

## Produzione
Lo scrittore Peter Hoare non era soddisfatto del modo in cui la sceneggiatura è stata riscritta durante la produzione. Ha detto a Script Magazine: “A poco a poco, quello che ho visto è stato il film trasformato in qualcosa di così diverso dal film che ho scritto in origine, e che David ha letto, tanti anni prima. Per farla breve, è uscito in DVD, ma avrebbe potuto essere davvero molto divertente.”